# 元永慶太郎
元永慶太郎（日语：／ Motonaga Keitarō）是日本一名動畫演出家及導演，出生於福岡縣田川市。
曾經在公開訪談中提及自己改編動畫時從來不會去觀看原作內容，導致其作品世界觀總是與原作不符，引發許多爭議，因此常被調侃為「原作粉碎機」。

## 主要作品

### 導演

#### 電視動畫
- 閃靈二人組 （2002-2003年，與古橋一浩一同導演）
- 真實夢境（日语：ゆめりあ）（2004年）
- ToHeart～Remember my Memories～ （2004年）
- 極樂天師（2005年）
  - 極樂天師 喝!!（2006年）
- 變身公主（2006年）
- 甜蜜偶像（2006年）
- School Days（2007年）
- 染紅的街道（2008年）
- 遊魂 -Kiss on my Deity-（2009年）
- 刀語（2010年）
- 人家一點都不喜歡啦！ （2011年）
- 請認真的和我戀愛！！ （2011年）
- 軍火女王 （2012年）
- 約會大作戰（2013年）
- 銀河機攻隊 莊嚴皇子 （2013年）
- 約會大作戰Ⅱ（2014年）
- 受讚頌者 虛偽的假面（2015年）
- CONCEPTION 產子救世錄（2018年）
- 約會大作戰Ⅲ（2019年）
- 超可動女孩1/6（2019年）
- 裝甲娘戰機（2021年）
- 自稱賢者弟子的賢者（2022年）
- 破滅的王國（2023年）
- 極速星舞（2024年）
- 終末起點（2025年）

#### OVA
- Malice@Doll（日语：Malice@Doll）（2001年）
- （2001年）
- （2001年，18禁）
  -  （2002年，18禁）
- （2002年）
- （2002年，18禁）
- （2003年，18禁）
- Phantom -PHANTOM THE ANIMATION-（日语：Phantom -PHANTOM THE ANIMATION-）（2004年）
- （2008年）
- 問答魔法學院（2008年）
- （2009年）

#### 劇場版
- 女神異聞錄3劇場版 #3 Falling Down（2013年）
- 約會大作戰劇場版 萬由里審判（2015年）
- 數碼寶貝大冒險tri.（2015年-2018年）

### 演出
- 暮蟬悲鳴時解（2007年）
- 今天是魔王！第三季（2008年）
- 二十面相少女（2008年）
- 戀姬†無雙（2008年）
- 軍火女王（2012年）
  - 軍火女王 PERFECT ORDER（2012年）
- 暮蟬悲鳴時 業（2020年）
- 裝甲娘戰機（2021年）